# Andrea Gentile (politico)
Andrea Gentile (Rogliano, 1º giugno 1980) è un politico italiano.

## Biografia
È figlio dell'ex senatore di Forza Italia e più volte sottosegretario Antonio Gentile, nipote del già consigliere regionale della Calabria e sindaco di Cosenza Pino Gentile e cugino della consigliere regionale Katya Gentile.
Dopo la maturità classica si laurea in giurisprudenza alla LUISS Guido Carli di Roma e si specializza come avvocato penalista. Nel 2010 consegue il dottorato di ricerca in Diritto Penale dell'economia presso l'Università degli Studi di Messina e dal 2017 è ricercatore in Diritto Penale presso l'Università telematica San Raffaele. È altresì membro di numerosi organismi di vigilanza di società per azioni.

### Attività politica
Iscritto a Forza Italia, alle elezioni politiche del 2018 si candida alla Camera dei Deputati nel collegio uninominale Calabria - 01 (Castrovillari), dove ottiene il 33,97% e si classifica secondo nel dietro al candidato del Movimento 5 Stelle Carmelo Massimo Misiti (45,67%), e nel collegio plurinominale Sicilia 1 - 01, dove non risulta eletto
A seguito dell'elezione di Roberto Occhiuto alla carica di presidente della Regione Calabria, il 5 novembre 2021 Gentile gli subentra come deputato in quanto miglior perdente dei collegi uninominali ricadenti nel territorio che formava il collegio plurinominale Calabria - 01, non essendo stato possibile individuare altri candidati non eletti di Forza Italia nei listini plurinominali della circoscrizione Calabria
Alle elezioni politiche del 2022 viene ricandidato alla Camera nel collegio uninominale Calabria - 02 (Cosenza) per la coalizione di centrodestra (in quota Forza Italia), ottenendo il 36,35% e venendo sconfitto di misura dalla candidata del Movimento 5 Stelle Anna Laura Orrico (36,61%).
Gentile contesta però il risultato delle elezioni e presenta un ricorso presso la Giunta delle elezioni della Camera dei deputati, chiedendo il riconteggio delle schede bianche e nulle. Il 17 gennaio 2025 la Giunta accoglie il ricorso di Gentile e annulla l'elezione della Orrico proclamando Gentile al suo posto. La Orrico risulta comunque rieletta tramite il listino plurinominale, a scapito della deputata Elisa Scutellà, eletta come miglior perdente nell'uninominale, che viene dichiarata decaduta dalla Camera. La relazione della Giunta è approvata il 12 marzo dall'Aula con 183 sì, 127 no e un astenuto, sancendo la decadenza della Scutellà.